# Ronnie Brewer
Ronnie Brewer (Portland, 20 marzo 1985) è un ex cestista statunitense.
È il figlio di Ron Brewer.

## Caratteristiche tecniche
Ottimo difensore, è noto per il suo non propriamente ortodosso stile di tiro, dovuto ad un infortunio patito da bambino mentre andava su uno scivolo ad acqua. La tipologia del suo tiro ricorda quella di un'altra stella NBA, Shawn Marion.

## Carriera

### Università
Frequenta l'Università dell'Arkansas, dopo aver frequentato la Fayetteville High School, sempre in Arkansas. Le sue medie universitarie sono molto positive, poiché vedono 18,4 punti, 4,8 rimbalzi, 3,3 assist, 2,6 rubate e 0,5 stoppate; inoltre, tira 51/151 da dietro l'arco e con il 75% dalla lunetta.

### NBA
Viene selezionato con la 14ª scelta assoluta al Draft NBA 2006 dagli Utah Jazz. Nella sua stagione da rookie non trova molto spazio a livello di minutaggio con 12 minuti di media in 56 partite, 14 delle quali giocate partendo nel quintetto base. La stagione successiva, grazie ad una pre-season eccezionale, si guadagna il posto come guardia tiratrice titolare, nonostante la concorrenza di Kyle Korver (che approderà nel corso della stagione nello Utah), Morris Almond e C.J. Miles. Viste le sue notevoli prestazioni, viene inserito nella squadra dei sophomores per il Rookie Challenge, in occasione dell'NBA All-Star Weekend 2008.
Il 18 febbraio 2010 viene ceduto ai Memphis Grizzlies per una prima scelta futura.
Il 19 luglio 2010 firma per i Chicago Bulls.
Il 25 luglio 2012 passa ai New York Knicks.
Il 21 febbraio 2013 viene ceduto agli Oklahoma City Thunder in cambio di una seconda scelta al draft NBA 2014.
Il 28 agosto 2013 si accorda per giocare negli Houston Rockets, che però lo tagliano in data 21 febbraio 2014.
Il 7 aprile 2014 torna ai Chicago Bulls, che lo mettono sotto contratto fino al termine della stagione.

## Statistiche

### College
| Anno      | Squadra         | PG | PT | MP   | TC%  | 3P%  | TL%  | RP  | AP  | PRP | SP  | PP   |
| --------- | --------------- | -- | -- | ---- | ---- | ---- | ---- | --- | --- | --- | --- | ---- |
| 2003-2004 | Ark. Razorbacks | 28 | 28 | 32,4 | 48,1 | 26,6 | 57,4 | 5,5 | 3,4 | 2,0 | 0,7 | 12,2 |
| 2004-2005 | Ark. Razorbacks | 30 | 29 | 31,8 | 47,5 | 39,6 | 65,5 | 4,8 | 3,4 | 2,5 | 0,5 | 16,2 |
| 2005-2006 | Ark. Razorbacks | 32 | 31 | 34,8 | 44,1 | 33,8 | 75,0 | 4,8 | 3,3 | 2,6 | 0,5 | 18,4 |
| Carriera  | Carriera        | 90 | 88 | 33,0 | 46,2 | 34,0 | 67,1 | 5,0 | 3,3 | 2,4 | 0,5 | 15,7 |

### NBA

#### Regular Season
| Anno      | Squadra           | PG  | PT  | MP   | TC%  | 3P%  | TL%  | RP  | AP  | PRP | SP  | PP   |
| --------- | ----------------- | --- | --- | ---- | ---- | ---- | ---- | --- | --- | --- | --- | ---- |
| 2006-2007 | Utah Jazz         | 56  | 14  | 12,1 | 52,8 | 0,0  | 67,5 | 1,3 | 0,4 | 0,7 | 0,1 | 4,6  |
| 2007-2008 | Utah Jazz         | 76  | 76  | 27,5 | 55,8 | 22,0 | 75,9 | 2,9 | 1,8 | 1,7 | 0,3 | 12,0 |
| 2008-2009 | Utah Jazz         | 81  | 80  | 32,2 | 50,8 | 25,9 | 70,2 | 3,7 | 2,2 | 1,7 | 0,4 | 13,7 |
| 2009-2010 | Utah Jazz         | 53  | 53  | 31,4 | 49,5 | 25,8 | 63,3 | 3,4 | 2,8 | 1,6 | 0,3 | 9,5  |
| 2009-2010 | Memphis Grizzlies | 5   | 0   | 16,0 | 23,1 | -    | 80,0 | 1,4 | 0,6 | 1,2 | 0,0 | 2,0  |
| 2010-2011 | Chicago Bulls     | 81  | 1   | 22,0 | 48,0 | 22,2 | 65,4 | 3,2 | 1,7 | 1,3 | 0,3 | 6,2  |
| 2011-2012 | Chicago Bulls     | 66  | 43  | 24,8 | 42,7 | 27,5 | 56,0 | 3,5 | 2,1 | 1,1 | 0,3 | 6,9  |
| 2012-2013 | N.Y. Knicks       | 46  | 34  | 15,5 | 36,6 | 31,0 | 41,0 | 2,2 | 0,9 | 0,7 | 0,1 | 3,6  |
| 2012-2013 | Oklahoma Thunder  | 14  | 0   | 10,1 | 26,1 | 20,0 | -    | 2,9 | 0,7 | 0,6 | 0,0 | 0,9  |
| 2013-2014 | Houston Rockets   | 23  | 3   | 6,9  | 20,0 | 12,5 | 0,0  | 0,6 | 0,4 | 0,3 | 0,0 | 0,3  |
| 2013-2014 | Chicago Bulls     | 1   | 0   | 2,0  | -    | -    | -    | 0,0 | 0,0 | 0,0 | 0,0 | 0,0  |
| Carriera  | Carriera          | 502 | 304 | 23,0 | 49,0 | 25,4 | 67,5 | 2,8 | 1,6 | 1,2 | 0,2 | 7,8  |

#### Playoffs
| Anno     | Squadra          | PG | PT | MP   | TC%  | 3P%  | TL%  | RP  | AP  | PRP | SP  | PP   |
| -------- | ---------------- | -- | -- | ---- | ---- | ---- | ---- | --- | --- | --- | --- | ---- |
| 2007     | Utah Jazz        | 8  | 0  | 5,1  | 60,0 | -    | 53,8 | 0,8 | 0,3 | 0,1 | 0,0 | 2,4  |
| 2008     | Utah Jazz        | 12 | 12 | 25,4 | 52,0 | 16,7 | 76,0 | 3,2 | 1,6 | 1,0 | 0,3 | 10,2 |
| 2009     | Utah Jazz        | 5  | 5  | 31,6 | 40,8 | 0,0  | 68,8 | 4,6 | 2,6 | 1,4 | 0,2 | 10,2 |
| 2011     | Chicago Bulls    | 16 | 0  | 16,3 | 48,0 | 42,9 | 76,5 | 2,1 | 0,9 | 0,8 | 0,4 | 4,0  |
| 2012     | Chicago Bulls    | 5  | 0  | 16,6 | 25,0 | -    | 0,0  | 3,8 | 1,8 | 0,8 | 0,2 | 1,6  |
| 2013     | Oklahoma Thunder | 1  | 0  | 8,0  | -    | -    | -    | 1,0 | 0,0 | 0,0 | 0,0 | 0,0  |
| Carriera | Carriera         | 47 | 17 | 18,2 | 47,1 | 26,7 | 67,6 | 2,6 | 1,2 | 0,8 | 0,3 | 5,6  |